# Drugi gabinet Alfreda Deakina
Drugi gabinet Alfreda Deakina – piąty w historii gabinet federalny Australii, urzędujący od 5 lipca 1905 do 12 grudnia 1906. Powstał po przegłosowaniu przez Izbę Reprezentantów wotum nieufności dla gabinetu George’a Reida. Przez cały okres swego istnienia był gabinetem mniejszościowym, tworzonym przez Partię Protekcjonistyczną i nieformalnie wspieranym w parlamencie przez Australijską Partię Pracy (ALP). 12 października 1906 premier przeprowadził poważną rekonstrukcję swojego gabinetu.
Gabinet zakończył swoją działalność w dniu wyborów parlamentarnych. Protekcjoniści zajęli w nich dopiero trzecie miejsce (wybory wygrała Partia Antysocjalistyczna), ale dzięki poparciu lewicy Deakin zachował fotel premiera, co dało początek jego trzeciemu gabinetowi.

## Skład gabinetu
| stanowisko                                     | członek gabinetu | od                   | do                   |
| ---------------------------------------------- | ---------------- | -------------------- | -------------------- |
| premier                                        | Alfred Deakin    | 5 lipca 1905         | 12 grudnia 1906      |
| minister spraw zagranicznych                   | Alfred Deakin    | 5 lipca 1905         | 12 grudnia 1906      |
| minister skarbu                                | John Forrest     | 5 lipca 1905         | 12 grudnia 1906      |
| prokurator generalny                           | Isaac Isaacs     | 5 lipca 1905         | 12 października 1906 |
| prokurator generalny                           | Littleton Groom  | 12 października 1906 | 12 grudnia 1906      |
| minister spraw wewnętrznych                    | Littleton Groom  | 5 lipca 1905         | 12 października 1906 |
| minister spraw wewnętrznych                    | Thomas Ewing     | 12 października 1906 | 12 grudnia 1906      |
| minister handlu i ceł                          | William Lyne     | 5 lipca 1905         | 12 grudnia 1906      |
| minister obrony                                | Thomas Playford  | 5 lipca 1905         | 12 grudnia 1906      |
| minister poczty                                | Austin Chapman   | 5 lipca 1905         | 12 grudnia 1906      |
| wiceprzewodniczący Federalnej Rady Wykonawczej | Thomas Ewing     | 5 lipca 1905         | 12 października 1906 |
| wiceprzewodniczący Federalnej Rady Wykonawczej | John Keating     | 12 października 1906 | 12 grudnia 1906      |
| minister bez teki                              | John Keating     | 5 lipca 1905         | 12 października 1906 |
| minister bez teki                              | Samuel Mauger    | 12 października 1906 | 12 grudnia 1906      |